# Gabriela Sommerfeld
María Gabriela Sommerfeld Rosero (Quito, 23 de marzo de 1971) es una empresaria y política ecuatoriana. Desde el 23 de noviembre de 2023 es ministra de Relaciones Exteriores durante el gobierno del presidente Daniel Noboa.

## Biografía
Estudió en la Universidad San Francisco de Quito y luego obtuvo un Maestría en Administración de Empresas en el Instituto Tecnológico y de Estudios Superiores de Monterrey en México. 

### Trayectoria
En 2002 fue la presidenta ejecutiva de la aerolínea ecuatoriana Aerogal, dicha aerolínea actualmente es Avianca Ecuador.
En 2016, gestionaba el turismo de la ciudad de Quito, año en el que se produjo un gran terremoto en Manabí y que en gran medida no afectó a la ciudad, pero sí causó daños estimados en tres mil millones de dólares y mató a casi 500 personas. En 2015 cerca de 700.000 turistas habían viajado a Quito.
Fue anunciada como directora ejecutiva de la efímera aerolínea Equair cuando se fue su lanzamiento en enero de 2022. Aunque Frederik Jacobsen también fue anunciado con un título similar. Ocupó un alto cargo en la industria aérea.

### Ministra de Estado
El 23 de noviembre de 2023 en el Palacio de Carondelet fue nombrada formalmente como Ministra de Relaciones Exteriores y Movilidad Humana por el nuevo presidente Daniel Noboa. Otros nombramientos ese día incluyeron a Mishel Mancheno, quien se convirtió en secretario jurídico y Niels Olsen ratificado en el Ministerio de Turismo.

## Controversias

### Entrega de armamento ruso a Ucrania
Durante la administración de Sommerfeld de la cancillería ecuatoriana, Ecuador anunció, en febrero de 2024, el intercambio de armamento de fabricación rusa a  Estados Unidos para que pueda ser enviado a Ucrania, a cambio de implementos militares para lidiar con el Conflicto armado interno de Ecuador en lo que se conoció como el escándalo de la "chatarra rusa".
Luego de que Rusia amenazara con implementar sanciones comerciales a Ecuador, la canciller Sommerfeld confirmó que se desistía de la intención el 19 de febrero de 2025.

### Asalto a la embajada de México
La administración de Sommerfeld a cargo de la cancillería ha tenido varios episodios de conflictividad tanto a nivel interno como externo. El 5 de abril de 2024 se dio el Asalto a la embajada de México en Ecuador, en el que fuerzas del Estado ecuatoriano entraron a la fuerza al espacio soberano mexicano con el objetivo de capturar al exvicepresidente ecuatoriano Jorge Glas. Sommerfeld había acusado al gobierno mexicano de Andrés Manuel López Obrador de "provocar" al gobierno de Ecuador al haber dado asilo a Glas, quien era perseguido por la justicia ecuatoriana por cargos relacionados a corrupción. Como resultado del evento Ecuador y México rompieron relaciones diplomáticas, suspendiendo el intento de Ecuador de ingresar a la Alianza del Pacífico, y generando un distanciamiento entre los dos Estados que no habían tenido conflictos significativos previamente y generando que México demande a Ecuador ante la Corte Internacional de Justiciay exigiendo que se suspenda a Ecuador de la Organización de las Naciones Unidas. De la misma manera, el gobierno de Nicaragua también rompió las relaciones con Ecuador en solidaridad con México, y varios países del mundo y organismos internacionales reprocharían la acción del Estado ecuatoriano.
La tensión entre ambos países se ha prolongado y en febrero de 2025, el gobierno ecuatoriano anunció la imposición de aranceles del 27% a productos mexicanos, demostrando el cisma entre ambos países.

### Juicio político
Como consecuencia del asalto de a la embajada mexicana, la canciller Sommerfeld enfrentó un pedido de juicio político en la Asamblea Nacional del Ecuador, impulsado por el Movimiento Revolución Ciudadana. No obstante, el 8 de agosto de 2024, la mayoría de la Asamblea desestimó el pedido, evitando así que Sommerfeld sea retirada de su cargo.

### Sanción a la vicepresidenta Verónica Abad
El 27 de febrero de 2025, el Tribunal Contencioso Electoral sancionó a la vicepresidenta Verónica Abad a la suspensión de sus derechos políticos bajo el cargo de violencia política de género por una denuncia presentada por la canciller Sommerfeld, quien planteaba que las declaraciones de Abad, envuelta en una disputa política con el presidente Daniel Noboa y su gobierno, menoscaban su imagen pública. La medida fue tomada en el marco en el que el presidente Noboa se negaba a delegar su poder durante la campaña presidencial a la vicepresidenta Abad, a pesar de que la normativa ecuatoriana lo demandaba, por lo que ha sido recibida con malestar en varios segmentos de la opinión pública ecuatoriana.